# Tomas Sala
Tomas Sala is een Nederlandse computerspelontwerper en -ontwikkelaar. Hij is medeoprichter van Little Chicken Game Company en staat bekend om zijn soloprojecten, met name The Falconeer en Bulwark Evolution: Falconeer Chronicles.

## Carrière

### Little Chicken Game Company
Sala begon zijn carrière in de computerspelindustrie bij Little Chicken Game Company, een studio dat hij in 2001 samen met zijn broer en twee andere partners oprichtte. Little Chicken richtte zich voornamelijk op het ontwikkelen van serious games en advergames. Sala werkte hier als creatief directeur en combineerde dit met een docentschap aan de Hogeschool voor de Kunsten Utrecht.
Sala had de ambitie om verhalen te vertellen, maar voelde zich beperkt in zijn creatieve vrijheid door de aard van commerciële opdrachten en de zakelijke focus van het bedrijf. Om zijn creativiteit te uiten en zijn technische vaardigheden verder te ontwikkelen, wendde hij zich tot modding. In 2012 bracht hij de mod Moonpath to Elsweyr uit voor The Elder Scrolls V: Skyrim. De mod werd zeer positief ontvangen door de Skyrim-community, met meer dan twee miljoen downloads.
Na vijftien jaar bij Little Chicken ervoer Sala in 2016 een burn-out, wat hem ertoe bracht om zich op zijn soloprojecten te richten.

### Solocarrière
In 2016 startte Tomas Sala met het ontwikkelen van Oberon's Court, een van zijn eerste zelfstandige projecten. Het spel, een real-time strategiespel, was geïnspireerd door Sala’s persoonlijke ervaringen tijdens zijn burn-out. In Oberon’s Court namen spelers de rol aan van Oberon, heer van de onderwereld, met als doel een schaduwleger op te bouwen door verloren zielen te verzamelen. De thematiek van het spel was donker en somber, wat uiteindelijk leidde tot de beslissing om de ontwikkeling stop te zetten. Sala vond het project te confronterend en te nauw verbonden met zijn eigen negatieve ervaringen.
Na het beëindigen van Oberon's Court richtte Sala zich op de ontwikkeling van The Falconeer, een actievolle luchtgevechtspel geïnspireerd door spellen uit zijn jeugd, zoals Crimson Skies en TIE Fighter. Sala ontwikkelde alle aspecten van het spel zelf, waaronder programmering, spelontwerp en art direction. The Falconeer werd in 2020 uitgebracht en kreeg lovende kritieken. Het werd genomineerd voor een BAFTA voor beste debuutgame en won een Dutch Game Award voor beste art direction.
Na het succes van The Falconeer breidde Sala de spelwereld verder uit met Bulwark: Falconeer Chronicles, een stedenbouwsimulatiespel waarin spelers fantasierijke bouwwerken kunnen creëren. Daarnaast werkt hij aan een derde titel binnen het Falconeer-universum, met de werktitel Project Ancient Waves, dat zich richt op een maritiem avontuur.

## Erkenning
Tomas Sala ontving diverse onderscheidingen voor zijn werk aan The Falconeer. In 2019 ontving hij tijdens de Game Developers Conference in San Francisco twee Game Connection Development Awards in de categorieën 'Best Console/PC Hardcore' en 'Best Hardcore Game'. In 2021 ontving hij een nominatie voor een BAFTA-award in de categorie "Best Debut Game". Daarnaast werd The Falconeer datzelfde jaar geëerd met de Dutch Game Award voor "Best Art".

## Persoonlijk
Sala zijn vader was Luc Sala.